# Östra Vemmenhögs socken
Östra Vemmenhögs socken i Skåne ingick i Vemmenhögs härad, ingår sedan 1971 i Skurups kommun och motsvarar från 2016 Östra Vemmenhögs distrikt.
Socknens areal är 22,69 kvadratkilometer varav 22,57 land. År 2000 fanns här 373 invånare. Dybäcks slott, hamnen Hörte samt kyrkbyn Östra Vemmenhög med sockenkyrkan Östra Vemmenhögs kyrka ligger i socknen. 

## Administrativ historik
Socknen har medeltida ursprung. 
Vid kommunreformen 1862 övergick socknens ansvar för de kyrkliga frågorna till Östra Vemmenhögs församling och för de borgerliga frågorna bildades Östra Vemmenhögs landskommun. Landskommunen uppgick 1952 i Vemmenhögs landskommun som uppgick 1971 i Skurups kommun. Församlingen uppgick 2002 i Skivarps församling.
1 januari 2016 inrättades distriktet Östra Vemmenhög, med samma omfattning som församlingen hade 1999/2000.  
Socknen har tillhört län, fögderier, tingslag och domsagor enligt vad som beskrivs i artikeln Vemmenhögs härad. De indelta soldaterna tillhörde Södra skånska infanteriregementet, Vemmenhögs kompani och Skånska dragonregementet, Vemmenhögs skvadron, Borreby kompani.

## Geografi
Östra Vemmenhögs socken ligger väster om Ystad vid Östersjökusten kring Dybäcksån. Socknen är en odlad slättbygd på Söderslätt, kuperad i väster.

## Fornlämningar

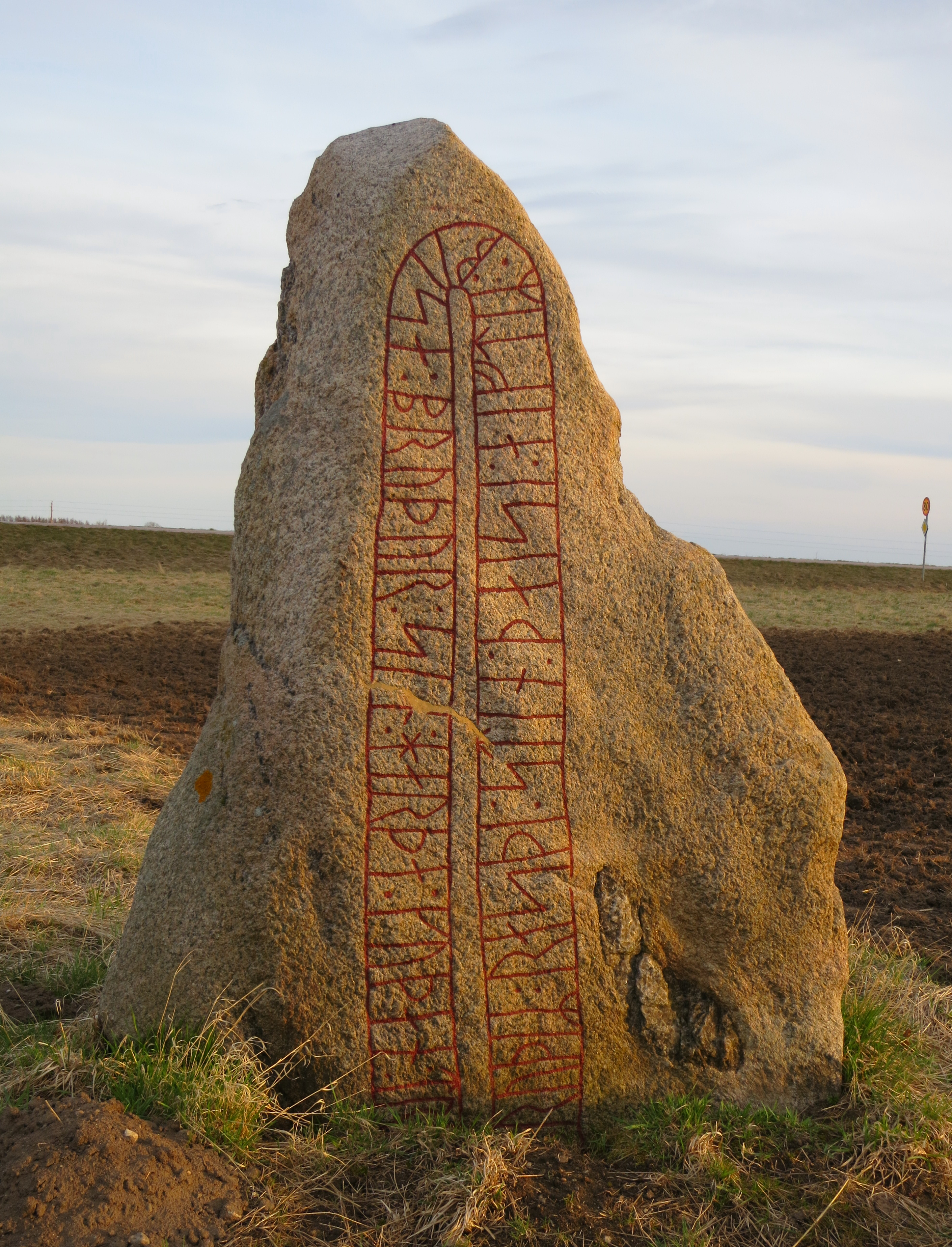
Östra Vemmenhögsstenen

Från stenåldern är ett 20-tal boplatser och lösfynd funna. Från bronsåldern finns cirka 25 gravhögar. Från järnåldern finns gravfält med domarringar. Runstenen Östra Vemmenhögstenen finns vid Herremansbro. Offerfynd från brons- och vikingatiden har påträffats. 

## Namnet
Namnet skrevs 1315 Wämundehögh östre och kommer från kyrkbyn. Efterleden är hög. Förleden innehåller mansnamnet Wemund.